# Piłonosokształtne
Piłonosokształtne (Pristiophoriformes) – rząd ryb chrzęstnoszkieletowych obejmujący rekiny nazywane piłonosami. Zaliczane są do nadrzędu Squalomorphi.

## Występowanie
Współczesny zasięg występowania tej grupy ryb obejmuje Ocean Indyjski i Ocean Spokojny.

## Cechy charakterystyczne
Kształtem ciała i wydłużonym rostrum przypominają ryby piłokształtne, z którymi są często mylone. Podobieństwa te zostały podkreślone w nazwach systematycznych rzędów Pristiophoriformes i Pristiformes oraz rodzin Pristiophoridae i Pristidae, a także w nazwach angielskich sawshark (Pristiophoriformes) i sawfish (Pristiformes). Ryby-piły są bardziej spokrewnione z płaszczkami, a piłonosy z rekinami.
Od piłokształtnych odróżnia je trójkątny kształt rostrum (ryby piły mają miecz-rostrum niemal równomiernej szerokości na całej długości), mniejsze płetwy piersiowe oraz obecność długich wąsików. Piłogony są znacznie mniejsze od pił, osiągają maksymalnie 1,4 m długości. Prowadzą podobny – przydenny tryb życia i podobnie jak piły żywią się rybami i bezkręgowcami.

## Systematyka
W obrębie rzędu piłonosowatych wyodrębniono jedną rodzinę:
- Pristiophoridae Bleeker, 1859 – piłonosowate[3],

w której uszeregowano siedem współcześnie żyjących gatunków, zgrupowanych w dwóch rodzajach, oraz jeden rodzaj wymarły.